# Mergellandschaap
Het Mergellandschaap is een oud schapenras.

## Beschrijving
Het schaap is een groot, lang, hoornloos landras schaap, voorzien van een ruime, lichte wolvacht. De kop en de poten zijn behaard en hebben meestal een grillig bruin of bruin-zwart vlekkenpatroon op een lichte achtergrond. Incidenteel komen geheel zwarte dieren voor. Het komt voor in het Mergelland, de regio Maastricht-Aken-Luik.

### Kop
De kop is lang en smal. Zowel ooien als rammen zijn hoornloos. De neuslijn is convex, de neusrug hoekig. De convex loopt in een vloeiende lijn van de neusspiegel tot net voorbij de ooglijn. De kop is frontaal gezien wigvormig. De neusspiegel is steeds zwart gepigmenteerd. De oren zijn middelgroot, goed ingeplant en staan horizontaal of iets omhoog. De oorschelp wijst naar voren. De onderkaak is goed ontwikkeld. De kop is bij de rammen zwaarder dan bij ooien. Alle vlekkenpatronen tussen bruin, bruin- rood en zwart op een lichte achtergrond zijn toegestaan, evenals voskleurige koppen; ‘voes-köp’. ‘Sprekende koppen’ hebben de voorkeur. Geheel witte of zwarte koppen en symmetrisch gekleurde vlekkenpatronen zijn niet gewenst. Kuifjes (dat wil zeggen wolgroei vanaf de oren naar voren) en sterke bewolde wangen zijn niet toegestaan. De ogen zijn bruin- of groenachtig van kleur.

### Voorhand
De hals is middellang, smal en enigszins opgericht. Een gekleurde vlek in de nek bij de geboorte is toegestaan. Deze vlek moet verdwijnen bij het ouder worden. De schouders zijn goed aansluitend en staan steil. Volwassen ooien ( 2,5 jaar en ouder ) hebben een gemiddelde schofthoogte van 67 cm of groter. Volwassen rammen hebben gemiddeld een schofthoogte van 72 cm en groter.

### Middenhand/achterstel
De romp is lang en smal, maar wel voldoende stevig bespierd. De ruglijn is horizontaal. De kop- nek- ruglijn vormt een ‘Z- lijn’. De wervelkolom is goed voelbaar. De borstomvang is ovaal en de bouw van de middenhand is wigvormig. De uier/ balzak is niet bewold. De staart is lang. Hij reikt tot aan de hak of langer en is geheel bewold. Een lichte krul naar boven van de staartpunt is toegestaan. Bij lammeren is de staartpunt vaak gekleurd (net zoals de nekvlek). De kleur van de staartwol van volwassen dieren is overeenkomstig de rest van de vacht zonder opvallende vlekken. 

### Beenwerk
De poten zijn matig fijn, pezig en droog. De achterpoten zijn steviger en hebben een goed ontwikkelde hak. Vlektekening op de poten is verplicht, met uitzondering van voes- köp en zwarte dieren. Waarbij alle vlekkenpatronen tussen bruin, bruin- rood en zwart op een witte achtergrond zijn toegestaan. De koten zijn eveneens goed ontwikkeld, middellang en krachtig. De hoefjes zijn volledig zwart.

### Wolvacht
De wolvacht is gelijkmatig, lang en licht, van voldoende fijnheid en vrij los gestapeld. Slechts heel lichte kronkeling van de wolvezels is toegestaan. Spiralisatie; kurketrekkers, kroes (neiging tot vervilten) en sterke kronkeling van de wol (laddertjes) zijn niet toegestaan. Compacte vachten en het veelvuldig voorkomen van kempharen in de wolvacht zijn ongewenst. Vanwege het lange lichte woltype van de Mergellander ontstaat er een scheiding van de wol over de wervelkolom. Deze scheiding mag niet te extreem zijn, aangezien de huid niet bloot mag liggen (ook niet tijdens langdurige regenval). Mergelland schapen hebben buikwol. Kraag en manen worden gewaardeerd. De kleur van de wol is wit. Enkele gekleurde vezels zijn toegestaan. Lammeren worden vaak geboren met een nekvlek en een vlek op het puntje van hun staart. Deze vlekken verdwijnen bij het ouder worden. Incidenteel voorkomende zwarte Mergelland schapen zijn toegestaan. De wolproductie is bij de eerste scheer gemiddeld 4– 5 kg. Bij overjarige ooien 3– 4 kg en bij overjarige rammen 4– 5 kg.

## Vruchtbaarheid en aflammeren
Volwassen Mergelland ooien krijgen meestal 2 lammeren. Ze lammeren gemakkelijk af. De lammeren hebben smalle kopjes en het geboortegewicht ligt rond de 3,5 kg. Een volwassen Mergelland ooi kan 2 lammeren zonder extra zorgen grootbrengen. Om meer lammeren groot te brengen heeft ze in het algemeen te weinig melk. Bij Mergelland ooien kan de bronst al vanaf augustus optreden. De lammeren hebben een gemiddelde groeisnelheid. Vroeg geboren ooilammeren kunnen in hun eerste levensjaar al gedekt worden. Mergelland ooien zijn perfecte draagmoeders voor productievere rassen. Een voorbeeld hiervan is het Geuldallam: de draagmoeder is een Mergelland schaap, de vader is een Suffolk ram. Deze lammeren hebben een betere groeisnelheid. Terwijl het ene lam al recht staat, wordt er een tweede lammetje geboren. Soms lammeren Mergelland schapen rechtstaande zoals hun wilde soortgenoten. Een lam heeft bij de geboorte vaak een nekvlek en een vlek op het puntje van de staart. Deze vlekken verdwijnen bij het ouder worden.

## Overige eigenschappen
Het Mergelland schaap vertoont een goed kuddegedrag en kan leven van een relatief sober rantsoen. Mergellandschapen doen het goed op kalkgraslanden. Ze worden daarom vaak ingezet door natuurbeherende instanties bij het beheer van natuurgebieden.

## Rasvereniging
In 1978 is de Nederlandse vereniging Oos Mergelland Sjaop (O.M.S.) opgericht met als doelstelling het behoud van het Mergellandschaap en de bevordering van het Mergellandschaap en het in stand houden van kuddes in hun natuurlijke omgeving. De vereniging O.M.S. is door de Europese Unie erkend als stamboek voor het Mergelland ras. Het betreft een zogenaamd ‘open stamboek’. Door O.M.S. erkende dieren worden op exterieur gekeurd. De vereniging is anno 2007 uitgegroeid tot meer dan 100 leden, voornamelijk woonachtig in Nederlands en Belgisch Limburg. Er zijn circa 1500 dieren geregistreerd bij de vereniging. Naast de uitgebreide stamboekregistratie geeft de vereniging adviezen over fokkerij en verzorging van de dieren en over de verwerking van wol en andere producten van het Mergellandschaap.
Ook in Vlaanderen is het Mergellandschaap erkend als inlands ras. Daar wordt het stamboek gevoerd door het Steunpunt Levend Erfgoed en is het een van de acht Belgische schapenrassen die door de Vlaamse regering erkend werden en waar SLE vzw het stamboek voor voert.

## Kuddes
Momenteel grazen er in Nederland weer vier grote kuddes Mergellandschapen in Zuid-Limburg:
- Bij Staatsbosbeheer in het Gerendal, Schin op Geul.
- Op de Sint-Pietersberg, Natuurmonumenten, Maastricht.
- In het Geul- en Gulpdal en op de Eperheide, Fam. Ger Lardinois, Epen.
- Stichting Het Limburgs landschap op de Bemelerberg te Bemelen.

In België lopen er momenteel vijf kuddes Mergellandschapen in natuurgebieden:
- In de Ardennen aan de Belgisch - Franse grens op de Belgische kalkgraslanden in de Viroinvallei, omgeving Nismes.
- Op de kalkgraslanden en in de jeneverbesbossen van La Calestienne, Pondrôme en omgeving.
- Op de kalkgraslanden van het Domein Altenbroek in de Voerstreek.
- Aan de Belgische Kust in de kustduinen, Nieuwpoort en Oost-Duinkerke.
- Op de kalkgraslanden van de Montagne St Pierre te Lannaye.

In Frankrijk loopt er ook een kudde Mergellandschapen:
- Op de kalkgraslanden in de omgeving van Rouen in Normandië.

Ook zijn er Mergellandschapen te zien in het Openlucht Museum te Bokrijk (België), het Freiluftmuseum te Kommern (Duitsland) en in het Openluchtmuseum te Arnhem (Nederland).